# 颱風溫妮 (1997年)

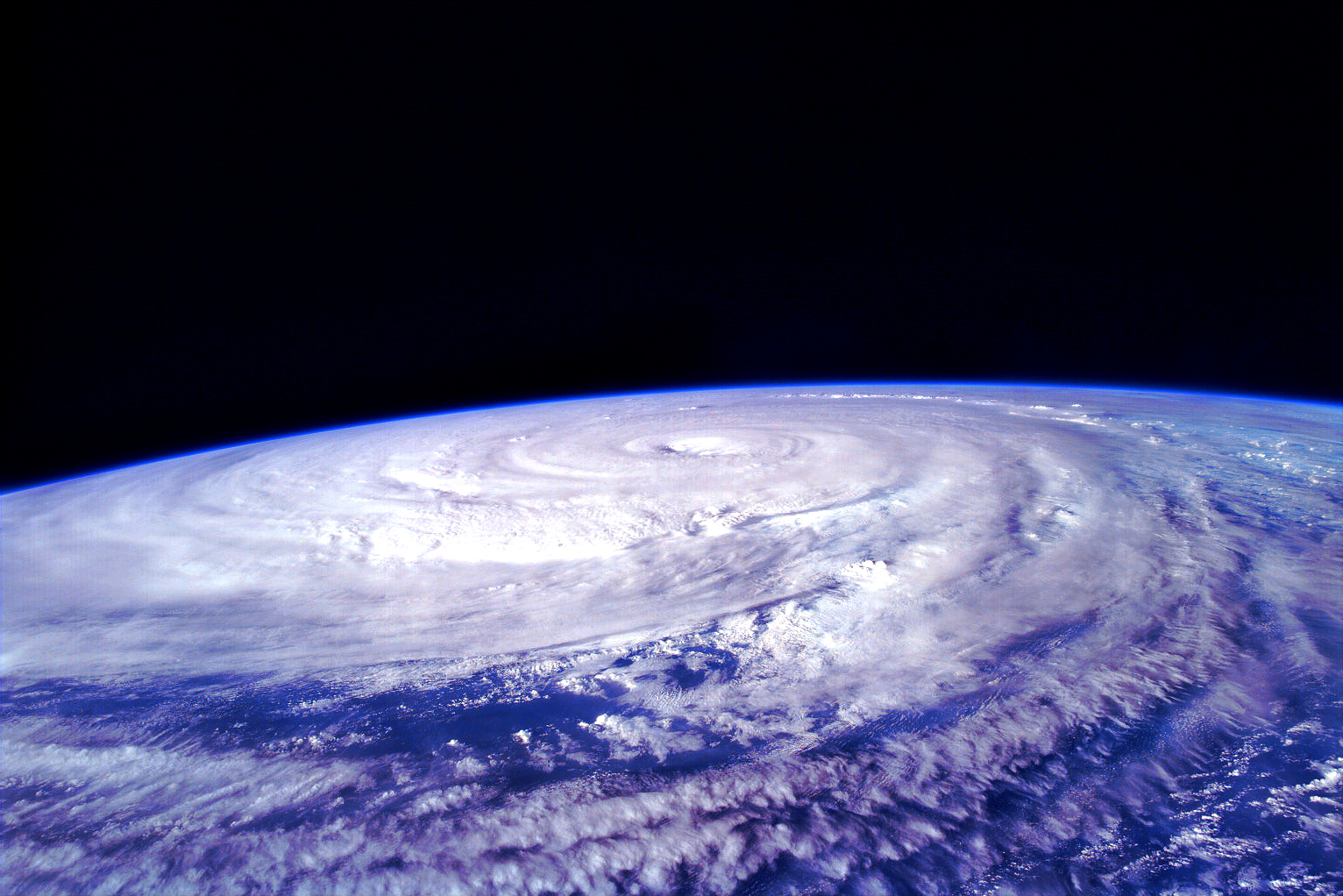
1997年8月13日，自STS-85太空梭上拍攝的颱風空拍照

颱風溫妮（國際編號：9713，臺灣編號：9714，中國大陸編號：9711，聯合颱風警報中心：14W，菲律賓大氣地球物理和天文管理局：Ibiang），是1997年8月在西太平洋生成的一个热带气旋，对中国大陆和臺湾等造成了严重的影响，造成「八一八風災」。

## 影響

### 菲律賓
由於其環流與季風造成菲律賓北部不斷降雨，至少造成17人死亡。根據統計，菲律賓共有81萬0105人受災，其中5萬3654人撤離疏散，房屋全倒204間，半倒5885間，初步估計損失為6018萬8000披索（折合約220萬美元）。

### 日本
溫妮形成后沿琉球那霸東南方海面形成後大致以西北西方向前進，琉球、九州本島皆發生豪雨。而宮崎縣美鄉町降下450公釐的雨量，是全日本雨量最高的地區。

### 臺灣
暴風圈於18日晨進入臺灣東北部及北部陸地，並挾帶強風豪雨過境台灣北部及東北部地區。台灣北部及中部山區豪雨不斷，天母、內湖、汐止地區嚴重積水及山崩，汐止林肯大郡房屋倒塌。全台共有44人死亡、84人受傷、1人失蹤，房屋全倒121間、半倒2間。

### 中国大陆
1997年8月10日溫妮在西北太平洋生成后边往中国沿海移动，强度不断增强。8月18日22時左右，台风於浙江省溫州溫嶺市城南鎮登陆，近中心最大风力达到每秒54公尺，属于超强台风级别，登陆时风力仍然超过每秒40公尺，十级风圈半径达180公里，七级风圈半径达300公里。之后溫妮经由浙江、安徽、江苏和山东等省，对相关地区产生了极大影响，均出现大风和暴雨，并对行进周边的上海等地产生很大影响。其中，上海出现8—10级的大风，并普遍出现50毫米以上的暴雨，局部地区最大雨量超过150毫米，长江口、黄浦江沿线潮位均超历史记录，黄浦江水位达到300年一遇的罕见高潮，黄浦公园站潮位达500年一遇的水位。市区防汛墙决口三处，漫溢倒灌近20处，多处电线被大风刮断，电力故障近千起，70条街路积水，倒塌房屋500余间，损坏2000余间，市郊约500平方公里受灾。在影响华东地区后，此热带气旋还对东北地区的造成了影响。共计10多个省市不同程度受灾。共有2582万人受災，248人死亡，5412人受傷，116人失蹤，直接经济损失436.3亿元。其中，浙江、江苏、山东等省损失最为严重。

## 外部連結
- （日語）http://www.jma.go.jp/ （页面存档备份，存于） 日本氣象廳首頁
- （英文）http://www.usno.navy.mil/JTWC/ （页面存档备份，存于） 聯合颱風警報中心首頁
- （简体中文）https://web.archive.org/web/20120928121548/http://www.nmc.gov.cn/ 中央氣象台首頁
- （繁體中文）http://www.cwb.gov.tw/ （页面存档备份，存于） 中央氣象局首頁
- （繁體中文）http://www.hko.gov.hk/ （页面存档备份，存于） 香港天文台首頁
- （繁體中文）http://www.smg.gov.mo/ （页面存档备份，存于） 澳門地球物理暨氣象局首頁